# Andrzej Pańta

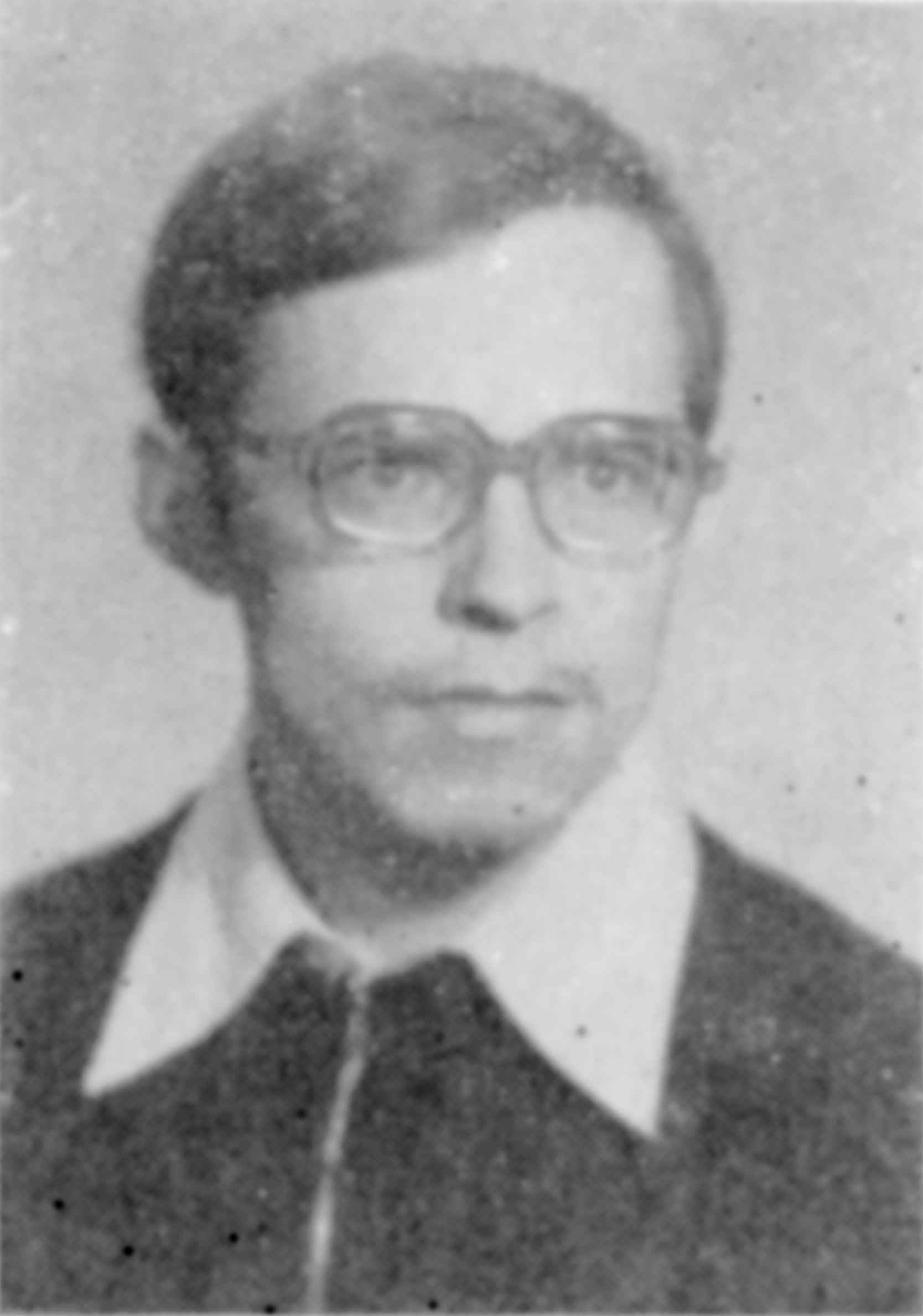
Andrzej Panta

Andrzej Pańta (auch Andreas Johannes Painta, * 10. April 1954 in Bytom) ist ein polnischer Lyriker und Übersetzer deutscher Literatur.

## Leben
Pańta studierte polnische Philologie und Biologie an der Schlesischen Universität in Katowice und debütierte 1973 mit Lyrik in der Zeitschrift Poglądy. Er publizierte in polnischen Literaturzeitschriften wie Arkadia, Portret, Śląsk, Kresy, Poezja, Integracja, Kultura und Nowy Wyraz, Fa-Art, List oceaniczny, Wyrazy, Format und Fraza. Er war Teilnehmer des deutsch-polnischen Poetendampfers 1998 und 1999, des Festivals Fortalicje in Zamość, des deutsch-polnischen Lyrikfestival „wortlust“ in Lublin 1997 sowie der Uniwersytet Poezji in Zielona Góra.

## Werke
- Wyspa na jeziorze, wiersze, Katowice 1977
- Counter-revolution, Lyrik, 1989
- Pan, Synchrones Poem, 1992
- Nic więcej, 1995
- Bez; ogródek, 1995
- Wieczna naiwność wróżek, Lyrik, Poeme und Übersetzungen, 1985
- Za płotem, Lyrik, 1981
- Brzuchem do słońca, Ausgewählte Gedichte, 1986
- Pneuma culi, Gedichte und Choräle, 1988[6]

### Übersetzungen
- Friedrich Hölderlin, Fale nieba, Lyrik, 1991
- Horst Bienek, Czas po temu, 1987
- Horst Bienek, Stopniowe zadławianie krzyku i inne eseje, Essays, 2001
- Arthur Schopenhauer: Metafizyka miłości płciowej, 1985
- Rose Ausländer: W kotle czarownic, 1995
- Jakob Böhme: O nowych, powtórnych narodzinach, 1993
- Jakob Böhme: Aurora, Brief, Zgorzelec 1999
- Jacob Böhme, Teozoficzne okólniki, Zgorzelec 2005
- Erik Blumenthal, Uwierzyć w samego siebie. Samozaufanie płynące z głębi / An sich selber Glauben. Selbstvertrauen aus der Tiefe, Gdańsk 1998
- E. Blumenthal: Uwierzyć w samego siebie, Gdańsk 1998
- Dieter Kalka: Podwójne i potrójne, Bydgoszcz 1999[7]
- Alfred Georg Seidel, Niebo nad granicami, Gliwice 2001

## Preise
- Kryształowy Lew. Kłodzka Wiosna Poetycka 1974[8]
- Nagrod "Pegaza" - za przekład poezji / Pegasus-Preis für Lyrik-Übersetzungen (1992)[9]
- Laureat des Tadeusza-Peipera-Preises[10]
- Nagroda Czerwonej Róży w Gdańsku, 1990 für die Übersetzungen Horst Bieneks
- Stipendium der Fundacja Pomocy Niezależnej Nauce i Literaturze Polskiej, Paris 1991
- Preis der Künstlergilde Esslingen 2000